# Residência Oficial de Monte Pío
A Residência Oficial de Monte Pío é designada como a residência oficial do Presidente da Junta da Galiza. Desenhada pelo arquiteto Manuel Gallego Jorreto, foi inaugurada em 2002 pelo presidente Manuel Fraga.
Conta com 70.000 m² de área, 25.000 m² de área construída, sendo que o edifício conta com uma zona própria para vivenda e outra para atividades institucionais. O complexo conta ainda com um parque aberto ao público. Os terrenos sob o qual a Residência foi construída, localizados no bairro de Casas Novas em Santiago de Compostela, foram cedidos pelo Instituto Nacional de Meteorologia.